# Sascha Paeth

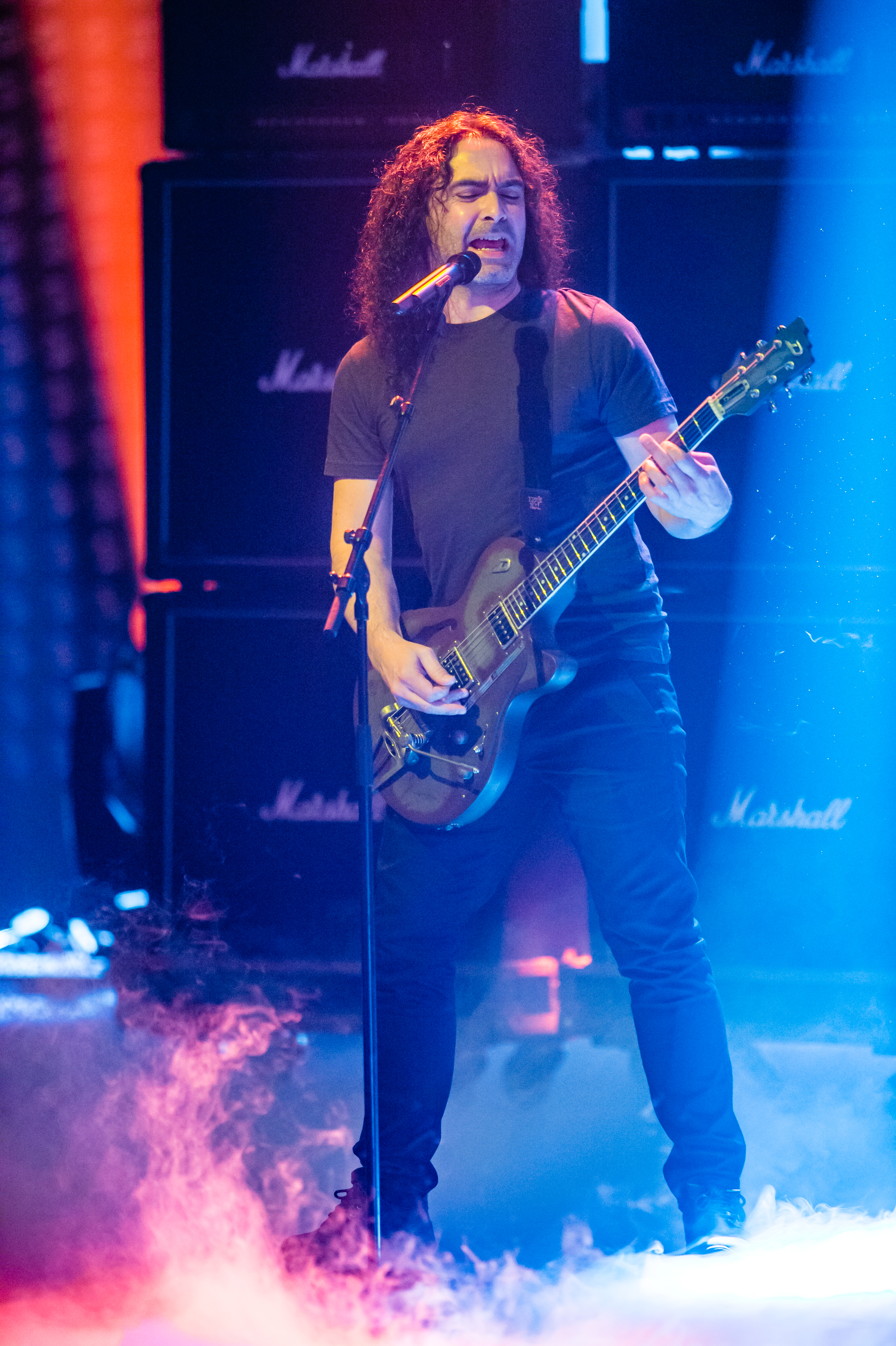
Sascha Paeth, 2016

Sascha Paeth (* 9. September 1970 in Wolfsburg) ist ein deutscher Gitarrist, Bassist, Musikproduzent und Tontechniker, der u. a. mit Metal-Bands wie Angra, Shaman, Rhapsody of Fire, Kamelot, Epica, Redkey, After Forever, Luca Turilli, Edguy, Tobias Sammets Projekt Avantasia und vielen anderen arbeitet.
Gemeinsam mit dem Keyboarder und Arrangeur Michael „Miro“ Rodenberg und Olaf Reitmeier betreibt er ein Tonstudio in Wolfsburg mit dem Namen „Gate Studios“, das anfänglich für die Aufnahmen seiner früheren Band Heavens Gate genutzt wurde. Das Studioteam wurde ab 2007 bis 2012 von Simon Oberender bis zu seinem Tod am 27. September 2012 komplettiert.
Er hat eine Reihe Alben in Zusammenarbeit mit Michael Rodenberg produziert. 2004 produzierte er Days of Rising Doom, eine Metal-Oper, bei der viele Gast-Musiker aus dem Heavy-Metal-Bereich als Band „Aina“ mitwirkten.
Er war Produzent, Tontechniker und Gitarrist bei The Scarecrow von Avantasia, das in Zusammenarbeit mit Tobias Sammet und anderen Musikern aus der Rock- und Metalszene 2008 veröffentlicht wurde. Für dieses Album bekam er den Goldenen Bobby vom Verband Deutscher Tonmeister verliehen.
Im Jahr 2011 begann er mit den Arbeiten an einem neuen eigenen Projekt The Wirepushers zusammen mit Multiinstrumentalist und Avantasia-Bassist Robert Hunecke am Schlagzeug sowie Simon Oberender am Bass.
Seit einiger Zeit arbeitet Paeth an seinem eigenen Metal-Projekt mit Sascha Paeth's Masters of Ceremony. 2019 erschien die MCD Signs of Wings.
Paeth ist Mitinitiator des gemeinnützigen Projektes die Plantage – Raum zum Wachsen einem geplanten generationsübergreifenden Begegnungs- und Bewegungszentrum (Schwerpunkte Musik, Ökologie und Natur, Soziale Begegnung, Bewegungs- und Gesundheitsförderung) im Süden Wolfsburgs, sowie Gründungsmitglied des Vereines „Raum zum Wachsen e. V.“

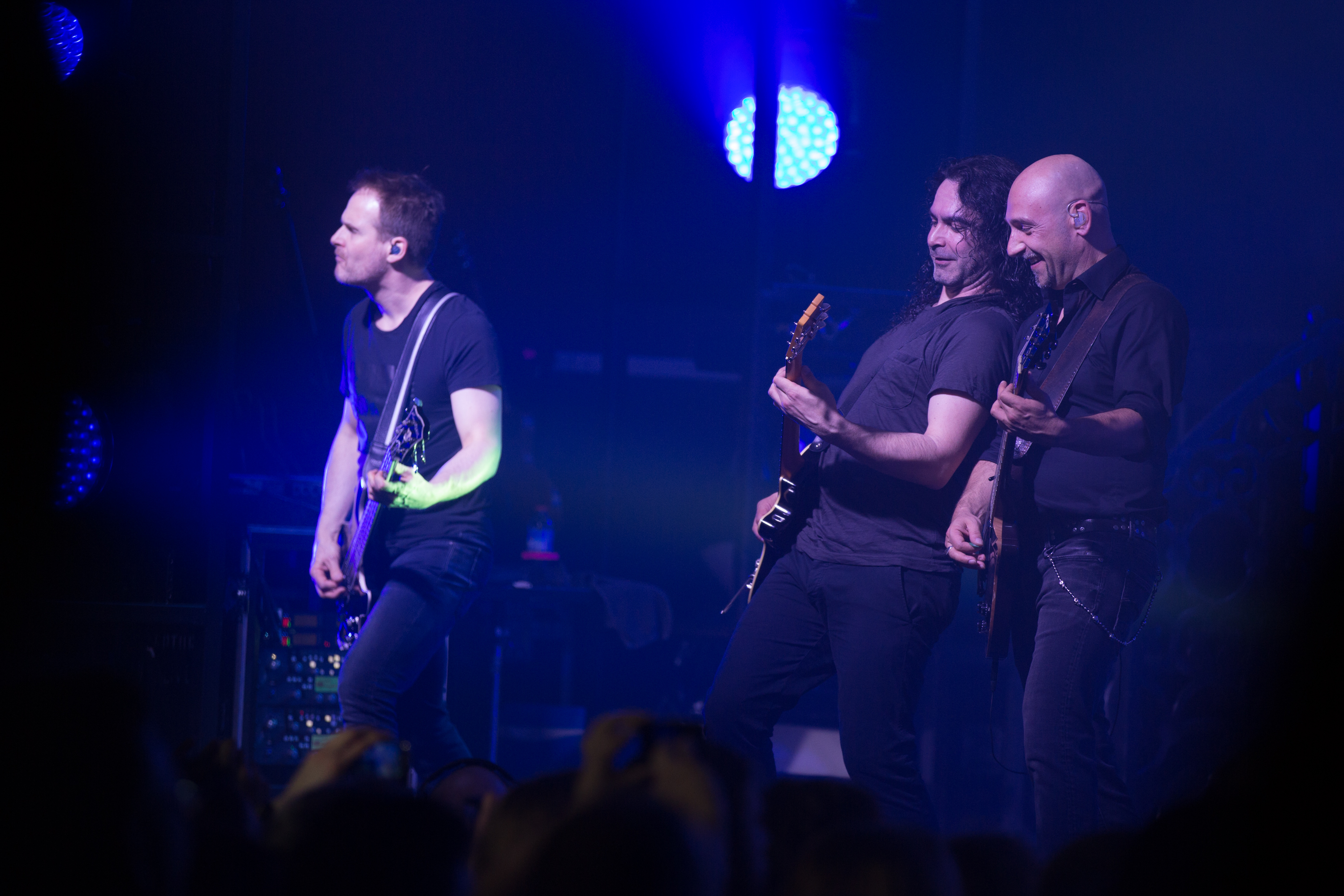
Paeth im Gitarristenteam von Avantasia

## Werke
| Jahr | Künstler                           | Album/Single                                             | Arbeitsbereich                                                                 |
| ---- | ---------------------------------- | -------------------------------------------------------- | ------------------------------------------------------------------------------ |
| 1989 | Heavens Gate                       | In Control                                               | Musiker                                                                        |
| 1990 | Heavens Gate                       | Open the Gate and Watch (EP)                             | Musiker                                                                        |
| 1991 | Heavens Gate                       | Livin’ in Hysteria                                       | co-Produzent, Musiker                                                          |
| 1992 | Heavens Gate                       | More Hysteria (EP)                                       | co-Produzent, Musiker                                                          |
| 1992 | Heavens Gate                       | Hell for Sale!                                           | co-Produzent, Musiker                                                          |
| 1992 | Viper                              | Evolution                                                | backing vocals                                                                 |
| 1992 | Viper                              | Vipera Sapiens (EP)                                      | backing vocals                                                                 |
| 1993 | Heavens Gate                       | Live for Sale!                                           | Musiker                                                                        |
| 1993 | Angra                              | Angels Cry                                               | Produzent mit Charlie Bauerfeind, Recording, Musiker                           |
| 1993 | Gamma Ray                          | Insanity and Genius                                      | Recording, Musiker                                                             |
| 1994 | Running Wild                       | Black Hand Inn                                           | Recording, Programmierung                                                      |
| 1995 | Sagant Fury                        | Turn the Page                                            | Produzent mit Charlie Bauerfeind, Recording, Musiker                           |
| 1995 | Gamma Ray                          | Land of the Free                                         | Musiker                                                                        |
| 1996 | Heavens Gate                       | Planet E.                                                | Produzent mit Miro, Recording, Mixing, Musiker                                 |
| 1996 | Angra                              | Holy Land                                                | Produzent mit Charlie Bauerfeind, Recording                                    |
| 1996 | Angra                              | Freedom Call (EP)                                        | Produzent mit Charlie Bauerfeind, Recording                                    |
| 1997 | Rhapsody                           | Legendary Tales                                          | Produzent mit Miro, Recording, Mixing, Musiker                                 |
| 1998 | Angra                              | Fireworks                                                | keyboards und Programmierung                                                   |
| 1998 | Rhapsody                           | Symphony of Enchanted Lands                              | Produzent mit Miro, Recording, Mixing, Premastering, Musiker                   |
| 1999 | Kamelot                            | The Fourth Legacy                                        | Produzent mit Miro, Recording, Mixing, Premastering, Musiker                   |
| 1999 | Luca Turilli                       | King of the Nordic Twilight                              | Produzent mit Miro, Recording, Mixing, Premastering, Musiker                   |
| 1999 | Heavens Gate                       | In the Mood (EP)                                         | Produzent mit Miro, Recording, Mixing, Premastering, Musiker                   |
| 1999 | Heavens Gate                       | Menergy                                                  | Produzent mit Miro, Recording, Mixing, Premastering, Musiker                   |
| 1999 | Mob Rules                          | Savage Land                                              | Mixing, Premastering                                                           |
| 2000 | Kamelot                            | The Expedition                                           | Produzent, Recording, Mixing, Premastering                                     |
| 2000 | Rhapsody                           | Dawn of Victory                                          | Produzent mit Miro, Recording, Mixing, Premastering                            |
| 2000 | Rhapsody                           | Holy Thunderforce (CD5")                                 | Produzent mit Miro, Recording, Mixing, Premastering                            |
| 2000 | Mob Rules                          | Temple of Two Suns                                       | Mixing, Premastering, Musiker                                                  |
| 2000 | Avalon                             | Eurasia                                                  | Produzent, Recording, Mixing, Premastering                                     |
| 2000 | Brainstorm                         | Ambiguity                                                | Mixing, Premastering                                                           |
| 2001 | Kamelot                            | Karma                                                    | Produzent mit Miro, Recording, Mixing, Premastering, Musiker                   |
| 2001 | Rhapsody                           | Rain of a Thousand Flames                                | Produzent mit Miro, Recording, Mixing, Premastering                            |
| 2001 | Ambeon                             | Fate of a Dreamer                                        | Premastering                                                                   |
| 2001 | Gun Barrel                         | Power Dive                                               | Premastering                                                                   |
| 2001 | Virgo                              | Virgo                                                    | Produzent, Recording, Mixing, Premastering, Musiker                            |
| 2001 | Gigantor                           | Back to the Rockets!!!                                   | Recording, Mixing, Premastering, Musiker                                       |
| 2001 | Various Artists                    | Tribute to Helloween: Keeper of Jericho                  | Musiker                                                                        |
| 2002 | Rhapsody                           | Power of the Dragonflame                                 | Produzent mit Miro, Recording, Mixing, Premastering, Musiker                   |
| 2002 | Luca Turilli                       | Prophet of the Last Eclipse                              | Produzent mit Miro, Recording, Mixing, Premastering, Musiker                   |
| 2002 | Luca Turilli                       | Demonheart (EP)                                          | Produzent mit Miro, Recording, Mixing, Premastering, Musiker                   |
| 2002 | Shaman                             | Ritual                                                   | Produzent, Recording, Mixing, Musiker                                          |
| 2002 | At Vance                           | Only Human                                               | Mixing                                                                         |
| 2002 | Avantasia                          | The Metal Opera Part II                                  | Recording                                                                      |
| 2003 | Kamelot                            | Epica                                                    | Produzent mit Miro, Recording, Mixing, Premastering, Musiker                   |
| 2003 | Epica                              | The Phantom Agony                                        | Produzent, Recording, Mixing                                                   |
| 2003 | Aina                               | Days of Rising Doom                                      | Produzent, Recording, Mixing, songwriter, Musiker                              |
| 2003 | After Forever                      | Exordium (EP)                                            | Mixing                                                                         |
| 2003 | Edguy                              | Burning Down the Opera                                   | Recording                                                                      |
| 2003 | Taraxacum                          | Rainmaker                                                | Mixing, Premastering                                                           |
| 2003 | Galloglass                         | Legends from Now and Nevermore                           | Premastering                                                                   |
| 2003 | Invictus                           | Black Heart                                              | Premastering                                                                   |
| 2004 | Gigantor                           | Giant Robot Spare Parts Vol. 1                           | co-Produzent, Recording                                                        |
| 2004 | Rhapsody                           | The Dark Secret (EP)                                     | co-Produzent, Recording, Mixing                                                |
| 2004 | Rhapsody                           | Symphony of Enchanted Lands II: The Dark Secret          | co-Produzent, Recording, Mixing                                                |
| 2004 | Lunatica                           | Fables & Dreams                                          | Produzent, Mixing, Premastering                                                |
| 2004 | After Forever                      | Invisible Circles                                        | vocal Produzent mit Miro, Mixing                                               |
| 2004 | Edguy                              | King of Fools (EP)                                       | Recording                                                                      |
| 2004 | Edguy                              | Hellfire Club                                            | Recording                                                                      |
| 2004 | Shaman                             | RituAlive                                                | Musiker                                                                        |
| 2004 | Heavenly                           | Dust to Dust                                             | Mixing, Premastering                                                           |
| 2004 | Dol Ammad                          | Star Tales                                               | drums Produzent and Recording                                                  |
| 2004 | Asrai                              | Touch in the Dark                                        | Recording, Mixing                                                              |
| 2005 | Epica                              | We Will Take You mit Us                                  | audio Mixing                                                                   |
| 2005 | Epica                              | Consign to Oblivion                                      | Produzent mit Olaf Reitmeier, Recording, Mixing, Musiker                       |
| 2005 | Shaman                             | Reason                                                   | Produzent, Recording, Mixing, Premastering                                     |
| 2005 | Kamelot                            | The Black Halo                                           | Produzent mit Miro, Recording, Mixing, Premastering                            |
| 2005 | Felony                             | First Works                                              | Recording, Mixing, Premastering                                                |
| 2005 | Epica                              | The Score – An Epic Journey                              | co-Produzent, Recording, Mixing                                                |
| 2005 | Rhapsody                           | The Magic of the Wizard’s Dream (CD5")                   | co-Produzent, Recording, Mixing                                                |
| 2005 | After Forever                      | Remagine                                                 | vocal Produzent, Recording, Mixing                                             |
| 2005 | Edguy                              | Superheroes (EP)                                         | Produzent, Recording, Mixing, Premastering                                     |
| 2005 | Hartmann                           | Out in the Cold                                          | Produzent mit Oliver Hartmann, Recording, Mixing, Premastering                 |
| 2006 | Edguy                              | Rocket Ride                                              | Produzent, Recording, Mixing, Premastering                                     |
| 2006 | Lunatica                           | The Edge of Infinity                                     | Produzent, Recording, Mixing, Premastering, composer                           |
| 2006 | Luca Turilli                       | The Infinite Wonders of Creation                         | co-Produzent, Recording, Mixing, Premastering, Musiker                         |
| 2006 | Luca Turilli’s Dreamquest          | Lost Horizons                                            | co-Produzent, Recording, Mixing, Premastering, Musiker                         |
| 2006 | Rhapsody                           | Live in Canada 2005: The Dark Secret                     | Produzent, Recording, Mixing                                                   |
| 2006 | Redkey                             | Rage of Fire                                             | Produzent mit Thomas Rettke, Recording, Mixing, Premastering, Musiker          |
| 2006 | Kamelot                            | One Cold Winter’s Night                                  | Mixing, Premastering, Musiker                                                  |
| 2006 | Rhapsody of Fire                   | Triumph or Agony                                         | co-Produzent, Recording, Mixing, Premastering                                  |
| 2007 | Hartmann                           | Home                                                     | Produzent mit Oliver Hartmann, Recording, Mixing, Premastering                 |
| 2007 | Kamelot                            | Ghost Opera                                              | Produzent mit Miro, Recording, Mixing, Premastering, Musiker                   |
| 2007 | Epica                              | The Divine Conspiracy                                    | Produzent, Recording, Mixing, Premastering, vocal arrangements, backing vocals |
| 2007 | Andre Matos                        | Time to Be Free                                          | Produzent mit Roy Z, Mixing                                                    |
| 2007 | Rhapsody of Fire                   | Visions from the Enchanted Lands (DVD)                   | Produzent, Recording, Mixing                                                   |
| 2007 | Asrai                              | Pearls in the Dirt                                       | Produzent, Mixing, Premastering, backing vocals                                |
| 2007 | Avantasia                          | Lost in Space Part I (EP)                                | Produzent mit Tobias Sammet, Recording, Mixing, Premastering, Musiker          |
| 2007 | Avantasia                          | Lost in Space Part II (EP)                               | Produzent mit Tobias Sammet, Recording, Mixing, Premastering, Musiker          |
| 2008 | Brainstorm                         | Downburst                                                | Produzent mit Miro, Recording, Mixing                                          |
| 2008 | Avantasia                          | The Scarecrow                                            | Produzent mit Tobias Sammet, Recording, Mixing, Premastering, Musiker          |
| 2008 | Edguy                              | Tinnitus Sanctus                                         | Produzent, Recording, Mixing, Premastering                                     |
| 2008 | Symphonity                         | Voice from the Silence                                   | Mixing                                                                         |
| 2008 | Hartmann                           | Handmade – Live in Concert                               | Premastering                                                                   |
| 2008 | Amanda Somerville                  | Windows                                                  | Produzent, Recording, Mixing and Premastering mit Miro, Musiker                |
| 2009 | Epica                              | The Classical Conspiracy                                 | Produzent, Mixing, Premastering                                                |
| 2009 | Brainstorm                         | Memorial Roots                                           | co-Produzent mit Miro, Recording, Mixing                                       |
| 2009 | Epica                              | Design Your Universe                                     | Produzent, Recording, Mixing, vocal lines author, backing vocals               |
| 2009 | Andre Matos                        | Mentalize                                                | Produzent, Recording, Mixing, backing vocals                                   |
| 2009 | Tribe                              | Pray for Calm… Need the Chaos                            | Produzent, Recording, Mixing, Premastering, arrangements                       |
| 2009 | Lunatica                           | New Shores                                               | Produzent, Recording, Mixing, Premastering, arrangements, songwriter           |
| 2009 | Edguy                              | Fucking with F***: Live                                  | Mixing, Premastering                                                           |
| 2009 | Hartmann                           | 3                                                        | Produzent mit Oliver Hartmann, Recording, Mixing                               |
| 2009 | Infinity Overture                  | Kingdom of Utopia                                        | Produzent mit Miro and Niels Vejlyt, Mixing, Premastering                      |
| 2010 | Avantasia                          | The Wicked Symphony                                      | Produzent mit Tobias Sammet, Recording, Mixing, Premastering, Musiker          |
| 2010 | Avantasia                          | Angel of Babylon                                         | Produzent mit Tobias Sammet, Recording, Mixing, songwriter, Musiker            |
| 2010 | Kamelot                            | Poetry for the Poisoned                                  | Produzent mit Miro, Recording, Mixing, Premastering, Musiker                   |
| 2010 | Rhapsody of Fire                   | The Cold Embrace of Fear – A Dark Romantic Symphony (EP) | Recording, Mixing, Musiker                                                     |
| 2010 | Rhapsody of Fire                   | The Frozen Tears of Angels                               | Recording, Mixing, Musiker                                                     |
| 2010 | Catharsis                          | Светлый Альбомъ                                          | Produzent, Recording, Mixing                                                   |
| 2010 | Diabulus in Musica                 | Secrets                                                  | Premastering                                                                   |
| 2011 | Avantasia                          | The Flying Opera                                         | co-Produzent, sound Recording, Mixing, Musiker                                 |
| 2011 | Edguy                              | Age of the Joker                                         | Produzent, Recording, Mixing, Musiker                                          |
| 2011 | Rhapsody of Fire                   | From Chaos to Eternity                                   | Recording, Mixing                                                              |
| 2011 | MaYaN                              | Quarterpast                                              | Produzent, Recording, Mixing, Premastering                                     |
| 2011 | Beyond the Bridge                  | The Old Man and the Spirit                               | Premastering                                                                   |
| 2011 | Infinity Overture                  | The Infinite Overture Part 1                             | Mixing, Premastering                                                           |
| 2011 | Trillium                           | Alloy                                                    | Musiker, Produzent, Recording, Mixing                                          |
| 2012 | Epica                              | Requiem for the Indifferent                              | Produzent, Recording, Mixing, vocal lines author                               |
| 2012 | Kamelot                            | Silverthorn                                              | Produzent mit Miro, Recording, Mixing, Premastering, Musiker                   |
| 2013 | Avantasia                          | The Mystery of Time                                      | Musiker, Produzent, Recording, Premastering                                    |
| 2013 | Sascha Paeth                       | Hard on the Wind                                         | Musiker, Produzent, Recording, Premastering                                    |
| 2014 | Edguy                              | Space Police: Defenders of the Crown                     | Produzent, Recording, Mixing, Premastering                                     |
| 2014 | Beyond the Black                   | Songs of Love and Death                                  | Produzent, Recording, Mixing, PrePremastering                                  |
| 2015 | Kamelot                            | Haven                                                    | Produzent, Recording                                                           |
| 2016 | Avantasia                          | Ghostlights                                              | Musiker, Produzent, Recording, Mixing                                          |
| 2016 | Beyond the Black                   | Lost in Forever                                          | Produzent                                                                      |
| 2016 | Symphonity                         | King of Persia                                           | mixing                                                                         |
| 2017 | Ayreon                             | The Source                                               | RecordingTobias Sammet's parts                                                 |
| 2017 | Exit Eden                          | Rhapsodies in Black                                      | Musiker                                                                        |
| 2018 | Kamelot                            | The Shadow Theory                                        | Produzent, Musiker, Recording, Mixing                                          |
| 2018 | Beyond the Black                   | Heart of the Hurricane                                   | Produzent, mixing                                                              |
| 2019 | Avantasia                          | Moonglow                                                 | Musiker, Produzent, Recording, Mixing                                          |
| 2019 | Turilli / Lione Rhapsody           | Zero Gravity (Rebirth and Evolution)                     | Musiker on "Oceano"                                                            |
| 2019 | Sascha Paeth's Masters of Ceremony | Signs of Wings                                           |                                                                                |
| 2020 | Kamelot                            | I Am the Empire – Live from the 013                      | guest on "RavenLight", Produzent, Mixing, Premastering                         |
| 2021 | Epica                              | Omega                                                    | songwriter                                                                     |
| 2021 | Adrian Benegas                     | Diamonds in the Dark (EP)                                | Musiker, Produzent, Mixing, Premastering                                       |
| 2023 | Adrian Benegas                     | Arcanum                                                  | Mixing, Premastering                                                           |